# Marimatha tripuncta
Marimatha tripuncta är en fjärilsart som beskrevs av Heinrich Benno Möschler 1890. Marimatha tripuncta ingår i släktet Marimatha och familjen nattflyn. Inga underarter finns listade i Catalogue of Life.

## Bildgalleri

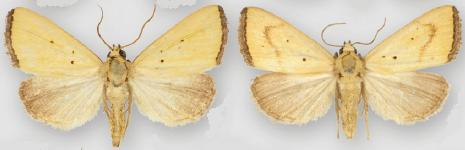